# Fortschau
Fortschau ist ein Gemeindeteil der Stadt Kemnath im oberpfälzischen Landkreis Tirschenreuth.

## Lage
Das Dorf Fortschau grenzt unmittelbar südlich an Kemnath an. Von Kemnath ist Fortschau durch die Bundesstraße 22 getrennt. Durch Fortschau fließt der Mühlbach, ein rechter Zufluss zum Flötzbach, der letztlich in die Haidenaab mündet.

## Geschichte
Im ältesten Herzogsurbar von Bayern von 1285 und in der Beschreibung des Amtes Waldeck von 1326 ist in Fortschau (Vorschaw, Forschaw) ein Hof verzeichnet, der einen Scheffel Weizen und fünf Scheffel Korn abzugeben hat. Im Salbuch von 1487 wird zusätzlich Geldzins „von dem hammer Vortschaw, der neulich ufgericht“ verlangt. Der Eisenhammer wird vom 15. bis zum 16. Jahrhundert genannt und wurde vom Wasser des Mühlbachs betrieben. Im Amtsbericht von 1596 heißt es „Fortschaw ist vorhin ein hammer gewest, abgangen“; dafür wird hier eine Schneidmühle erwähnt. Anfang des 17. Jahrhunderts ist Fortschau ein Stift Speinshartisches Lehen über eine Schneidmühle mit einem Mahlgang. Die Mühle wird auf 200 fl geschätzt. 1747 sind neben der Mühle acht Haushaltungen in den Leerhäuseln genannt. In Fortschau (mit Kuchenreuth) lebten 1824 197 Personen, 1841 waren es 230, 1861 236 und 1925 201.
Fortschau bildete mit Kuchenreuth 1824 eine eigenständige Gemeinde, die 1946 nach Kemnath eingemeindet wurde.